# Qiu Jian
Dans ce nom, le nom de famille, Qiu, précède le nom personnel.
Qiu Jian, né le 25 juin 1975 à Huai'an, est un tireur sportif chinois. 

## Palmarès
- Jeux olympiques de 2008 à Pékin (Chine) :
  -  Médaille d'or sur l'épreuve de carabine trois positions 50 m.